# Xestoblatta deleporti
Xestoblatta deleporti är en kackerlacksart som beskrevs av Philippe Grandcolas 1992. Xestoblatta deleporti ingår i släktet Xestoblatta och familjen småkackerlackor. Inga underarter finns listade i Catalogue of Life.